# Leuciscus aspius
L'aspio (Leuciscus aspius (Linnaeus, 1758), sinonimo Aspius aspius) è un pesce osseo d'acqua dolce appartenente alla sottofamiglia Leuciscinea.

## Distribuzione e habitat
L'aspio è originario di un vastissimo areale esteso dall'Europa centro orientale e (in parte) settentrionale fino all'Asia centrale, all'Asia minore e all'Iran. In particolare è diffuso nei bacini del mar Baltico, mar Caspio, Mar d'Azov, Mar Nero (in parti dell'Anatolia ma non nei tributari a sud del Danubio, Mar del Nord (fiumi Weser ed Elba) e Mare Egeo (dal fiume Maritza al lago Volvi. A nord l'areale arriva alla Finlandia, la Svezia e parti della Norvegia meridionali. È invece naturalmente assente da tutta l'Europa occidentale a ovest della Germania orientale, dalle isole Britanniche e dalle penisole del mar Mediterraneo compresa l'Italia. Le popolazioni dei fiumi tributari del Lago d'Aral è incerto se appartengano a questa specie.
Risulta introdotto con acclimatazione in Cina, Lago Balkhash in Kazakistan, Italia, Francia, Belgio, Paesi Bassi, Cipro e nel bacino del fiume Reno in Germania e Svizzera.
Negli anni 80 del XX secolo è stato introdotto in Italia, nel bacino del fiume Po, dove ha trovato condizioni ambientali idonee alla sua naturalizzazione, fino a raggiungere densità notevoli. Successivamente l'area di diffusione nella penisola italiana si è estesa, includendo bacini artificiali dell'Italia centrale (es.: Lago del Turano e Lago di Corbara) e il fiume Tevere.
Il suo habitat naturale è quello dei grandi fiumi di pianura con acqua a corrente moderata, ricche di piccoli ciprinidi che costituiscono le sue prede predilette. Può però vivere anche nella zona del barbo e nei laghi. Nella parte settentrionale del suo areale frequenta anche le acque salmastre degli estuari mentre nel Mar Nero e nel Mar Caspio vi sono popolazioni che stazionano in mare comportandosi come anadromi.

## Descrizione
Il suo aspetto slanciato è a prima vista simile a quello del cavedano ma ha una costituzione molto più massiccia con testa conica allungata e appuntita. Gli occhi sono proporzionalmente più piccoli mentre la bocca è bocca è molto grande, raggiunge l'occhio, e rivolta verso l'alto, la mandibola prominente rispetto alla mascella; all'apice della mascella inferiore c'è una sporgenza ossea che, a bocca chiusa, si giustappone in una piccola incavatura nella mascella superiore. Le scaglie in proporzione sono abbastanza piccole. Una caratteristica della specie è di avere una carena rigida sul ventre tra l'apertura anale e la pinna anale. La pinna dorsale e la pinna anale hanno un margine vistosamente concavo, al contrario di tutti i ciprinidi simili. Le pinne pettorali sono lunghe.
La livrea non è appariscente, infatti ha il dorso grigio o brunastro i fianchi argentei senza alcun segno ed il ventre bianco. Le pinne anale, ventrali e pettorali possono avere un colore rossiccio che si intensifica nell'epoca degli amori. Può raggiungere il peso di 9 kg per 1 metro e 20 di lunghezza, tuttavia la media degli adulti è di circa 55 cm.

## Biologia
Può vivere fino a 11 anni.

### Comportamento
Staziona e caccia soprattutto nelle fasce d'acqua superficiali. I giovani sono gregari mentre gli adulti tendono a diventare solitari o a cacciare in piccoli gruppi di pochi individui.

### Alimentazione
È uno dei pochi ciprinidi ad aver evoluto un comportamento predatorio ittiofago specializzato. Alcune prede riportate in letteratura sono: alburni, gardon, carassi, leucischi, sperlani, uccelli acquatici e piccoli crostacei.

### Riproduzione
La riproduzione avviene agli inizi della primavera, il successo riproduttivo è favorito da un basso livello dell'acqua e dalle temperature relativamente alte. I riproduttori si radunano in branchi e risalgono il corso dei fiumi o degli affluenti fino a raggiungere zone con acque basse, forte corrente e fondi pietrosi dove avviene la deposizione delle uova che aderiscono alle pietre o alla vegetazione acquatica. Le popolazioni lacustri, marine e di acque salmastre risalgono i fiumi per la riproduzione, la migrazione avviene in autunno e i pesci svernano nei fiumi per poi ridiscendere dopo l'atto riproduttivo. La deposizione avviene in più episodi, la fregola dura circa due settimane e ogni femmina depone fino a 500.000 uova. La maturità sessuale avviene tra i 3 e i 5 anni, in base alla temperatura ambientale. I giovanili hanno una crescita molto rapida, al termine del primo anno già raggiungono una lunghezza di 8–10 cm.

## Pesca
Nell'Europa orientale l'aspio è oggetto di pesca professionale mentre nell'Europa occidentale ha interesse solo per la pesca sportiva che viene effettuata principalmente a spinning. È una cattura apprezzata per via della sua combattivita'. Le carni sono molto apprezzate, perché rispetto agli altri ciprinidi sono più saporite, di buona consistenza e povere di lische.

## Conservazione
La specie è abbondante e distribuita su un vasto areale. Sebbene alcune popolazioni mostrino localmente segni di decremento a causa di lavori in alveo e della degradazione dell'habitat a causa delle rettificazioni e regimazioni dei fiumi la Lista rossa IUCN classifica questa specie come "a rischio minimo".

### Specie aliena
L'introduzione dell'aspio al di fuori del suo areale ha causato gravi danni a molte altre specie di pesci, soprattutto a quelle di più piccole dimensioni. In particolare sembra che l'abbondanza dell'aspio sia da collegare con un decremento del cavedano italico nei fiumi dell'Italia settentrionale.

## Tassonomia
Il genere Aspius, a cui questa specie è stata storicamente ascritta, è caduto in sinonimia con Leuciscus in seguito a indagini molecolari. Il binomio Aspius aspius è stato utilizzato per secoli ed è molto usato nella letteratura non specialistica.